# Vaivre-et-Montoille
Vaivre-et-Montoille – miejscowość i gmina we Francji, w regionie Burgundia-Franche-Comté, w departamencie Górna Saona.
Według danych na rok 1990 gminę zamieszkiwało 2469 osób, a gęstość zaludnienia wynosiła 291 osób/km² (wśród 1786 gmin Franche-Comté Vaivre-et-Montoille plasuje się na 61. miejscu pod względem liczby ludności, natomiast pod względem powierzchni na miejscu 528.).